# The Magician
The Magician es el cuarto episodio de la tercera temporada y quincuagésimo episodio a lo largo de la serie estadounidense de drama y ciencia ficción, Arrow. El episodio fue escrito por Wendy Mericle y Marc Guggenheim y dirigido por John Behring. Fue estrenado el 29 de octubre de 2014 en Estados Unidos por la cadena The CW.
Una Nyssa furiosa enfrenta a Oliver y lo cuestiona sobre el paradero de Sara. Después de enterarse de la muerte de Sara, Nyssa le revela a Oliver que Malcolm Merlyn está vivo y esa fue la razón por la que Sara volvió a casa. Oliver y Nyssa unen fuerzas para atrapar a Malcolm, a quien creen responsables por la muerte de Sara, sin embargo, este asegura no haberlo hecho. Por otra parte, Laurel le pide a Nyssa a que haga lo necesario para atrapar al asesino, ya que cree que su participación en la Liga de asesinos es la razón de la muerte de su hermana. Mientras tanto, Roy y Oliver intentan reparar su relación con Thea. Finalmente, Nyssa regresa a Nanda Parbat y le dice a su padre que Oliver se negó a asesinar a Malcolm Merlyn.

## Elenco
- Stephen Amell como Oliver Queen/la Flecha.
- Katie Cassidy como Laurel Lance.
- David Ramsey como John Diggle.
- Willa Holland como Thea Queen.
- Emily Bett Rickards como Felicity Smoak.
- Colton Haynes como Roy Harper/Arsenal.
- John Barrowman como Malcolm Merlyn/Arquero Oscuro.
- Paul Blackthorne como el capitán Quentin Lance.

## Continuidad
- Este es un episodio centrado en Malcolm Merlyn.

- Nyssa revela a Oliver que Malcolm era conocido como el Mago en la Liga de asesinos.

- Amanda Waller fue vista anteriormente en The Calm vía flashback.
- El episodio marca la primera aparición de Ra's al Ghul.
- Este episodio transcurre durante los acontecimientos de Going Rogue de The Flash.

- Felicity regresa de Ciudad Central hacia el final del episodio.

- Oliver descubre que Malcolm Merlyn sigue vivo.
- Nyssa revela que Sara volvió a Ciudad Starling para comprobar las sospechas de la Liga sobre Merlyn.
- Malcolm asegura no ser el asesino de Sara.
- Nyssa vuelve a Nanda Parbat y le revela a su padre que Malcolm está vivo y es protegido -en cierta forma- por Oliver Queen.

- Ra's al Ghul declara a Oliver como su enemigo.

## Desarrollo

### Producción
La producción de este episodio comenzó el 1 de agosto y terminó el 12 de agosto de 2014.

### Filmación
El episodio fue filmado del 13 de agosto al 22 de agosto de 2014.

### Casting
El 27 de julio de 2014, durante la Cómic-Con de San Diego fue revelado que Ra's al Ghul será el villano principal de la temporada. El 4 de septiembre se reveló que Matthew Nable sería el encargado de dar vida a dicho personaje.

## Recepción

### Recepción de la crítica
Jesse Schedeen de IGN calificó al episodio como satisfactorio y le otorgó una puntuación de 6.8, comentando: "En general, The Magician, es la entrega más débil de la temporada 3 hasta el momento. La acción fue satisfactoria, y Ollie tuv algunos momentos sólidos en el presente y en los flashbacks, pero el conflicto fue un poco más aburrido de lo que debería haber sido. Esperemos que ahora que Merlyn está de vuelta en la ciudad y una nueva rivalidad ha comenzado entre la Flecha y la liga, la temporada 3 pueda empezar a tomar el impulso de nuevo y construir cosas más grandes y mejores. Tan pronto como nos encontramos en la temporada, es dudoso que Ra's al Ghul es el verdadero final del juego este año".